# Agricultura a Espanya

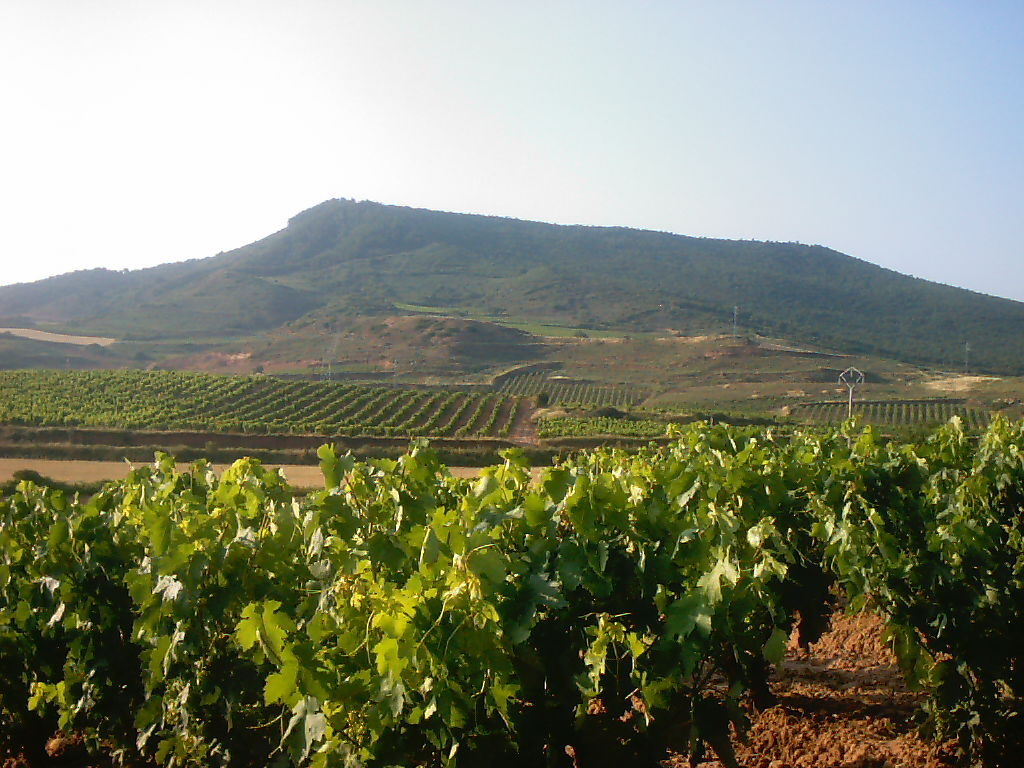
Vinyes de La Rioja

L'agricultura a Espanya va ser fins a la dècada de 1960 el suport principal de l'economia, però el 2009 ja ocupava només al 4,1% de la població activa.
Els principals cultius són blat, ordi, remolatxa sucrera (betabel), blat de moro, patates, sègol, civada, arròs, tomàquets i ceba. El país té vinyes també extenses i horts de cítrics i oliveres. El 2005 la producció anual (expressada en tones [Tm]) de cereals va ser de 14 milions; dels quals 3,8 van ser de blat, 8,3 d'ordi, 4 de blat de moro i 126.100 Tm de sègol. La producció anual d'altres importants productes era: 6,7 milions de tones de remolatxa sucrera, 2,6 milions de patates, 5,9 milions de raïms, 3,9 milions de tomàquets, gairebé 3 milions de taronges, i alguna cosa menys d'1 milió de cebes.
Les condicions climàtiques i topogràfiques fan que l'agricultura de secà sigui obligatòria en una gran part d'Espanya. Les províncies del litoral mediterrani tenen sistemes de regadiu des de fa temps, i aquest cinturó costaner que anteriorment era àrid s'ha convertit en una de les àrees més productives d'Espanya, on és freqüent trobar cultius sota plàstic. A la vall de l'Ebre es poden trobar projectes combinats de regadiu i hidroelèctrics. Grans zones d'Extremadura estan irrigades amb aigües procedents del riu Guadiana per mitjà de sistemes de reg que han estat instal·lats gràcies a projectes governamentals (Pla Badajoz i regadius de Coria, entre d'altres). Les explotacions de regadiu de petita mida estan més esteses per les zones de clima humit i per l'horta de Múrcia i l'horta de València.
El vet rus cap als productes agroalimentaris de la Unió Europea, iniciat l'agost de 2014, tingué conseqüències a l'economia agrícola espanyola: Andalusia perdé 10% de les vendes a l'estranger, els preus baixaren fins al punt de no aportar benefici i en general s'hagué de buscar nous mercats (principalment asiàtics).
El 2016 es va fer un experiment reeixit en la Cooperativa Sant Vicent Ferrer de Benaguasil amb un tipus de gestió anomenat gestió en comú, pensat per a solucionar problemes de productivitat dels cultius en minifundis. A partir d'aquest èxit es va crear la iniciativa de gestió en comú de les terres, impulsada pel Grupo Operativo Innoland (format per Cooperatives Agro-alimentàries de la Comunitat Valenciana, Anecoop, Cajamar i la Universitat Politècnica de València) i la Coopego.
El 2017 s'inicià el project IRUEC per a investigar agronòmics, moleculars i fisiològics que determinen els cultius. Aquest projecte internacional comprèn la participació d'Espanya, Japó, França i Alemanya.
Una de les preocupacions del sector agrari, en boca del president de la Generalitat Valenciana, era la sequera provocada pel canvi climàtic. Per al qual es demanava ajuda a la Política Agrària Comunitària.
Les precipitacions ocorregudes durant la primavera del 2018 al territori valencià suposaren unes pèrdues econòmiques estimades en 13 milions d'euros per l'agricultura d'explotació vegetal.